# Chaerilus julietteae
Espèce
Chaerilus julietteae est une espèce de scorpions de la famille des Chaerilidae.

## Distribution
Cette espèce est endémique de la province de Bình Thuận au Viêt Nam. Elle se rencontre vers Ta Kou.

## Description
Le mâle holotype mesure 46,2 mm.

## Systématique et taxinomie
Cette espèce a été décrite par Lourenço en 2011.
Chaerilus anneae, placée en synonymie par Kovařík en 2013, a été relevée de synonymie par Lourenço et Ythier en 2024.

## Étymologie
Cette espèce est nommée en l'honneur de Juliette Arabi.

## Publication originale
- Lourenço, 2011 : « Le genre Chaerilus Simon, 1877 (Scorpiones, Chaerilidae) au Vietnam ; description d’une nouvelle espèce avec des commentaires sur des possibles groupes d’espèces. » Comptes Rendus Biologies, vol. 334, no 4, p. 337-341.